# File d'attente (série télévisée)
Pour le principe général, voir File d'attente.
File d'attente est une série télévisée québécoise de genre comédie dramatique en 26 épisodes de 24 minutes d'après une idée originale de Réal Bossé, et diffusée du 7 avril 2018 au 30 juin 2020 sur Unis TV. Produite et tournée dans la ville de Québec, elle présente les destins croisés de deux familles se croisant régulièrement dans toute sorte de files d'attente.

## Synopsis
La série utilise le contexte de différentes files d'attente afin de présenter les destins de deux familles qui, bien qu'elles soient en train de patienter dans ces lieux publics de transition, vivent des discussions, des remises en question et des situations personnelles qui nous en révèlent un peu plus sur eux-mêmes et sur leurs destins. Plusieurs générations s'y croisent, grands-parents, parents et enfants qui vivent tous une panoplie d'émotions, allant des instants de joie, de tristesse, d'émancipation à la réconciliation. Une chose est certaine, bien que ces gens patientent et avancent doucement dans la file, leur vie, elle, n'attend pas; elle évolue à vitesse grand V.
La deuxième saison de la série sort un peu du contexte de la file d'attente pour plonger un peu plus profondément dans la vie des personnages en les mettant en scène dans d'autres lieux de leur vies.

## Distribution
Plusieurs acteurs québécois de renom font partie de la distribution,.
- Réal Bossé : Louis Charland
- Sylvie Moreau : Alice Sirois
- Muriel Dutil : Margot Laberge
- Isabelle Brouillette : Manon Grenier
- Jean-Nicolas Verreault : Charles Moreau
- Richard Fréchette : Raymond Sirois
- Éléonore Loiselle : Laurie-Lou Charland
- Andréanne Théberge : Éléonore Moreau
- Iannicko N’Doua : Jean-Baptiste Constant
- Philémon Goulet : Napoléon Moreau
- Manon L'Arrivée : Dominique Charland
- Vincent Roy : Justin Hamelin
- Éva Daigle : Francesca Morales
- Guy Thauvette : Léopold Charland
- Olivia Palacci : Talia Sellès
- Jack Robitaille : Dr Philippe
- Cathleen Rouleau : Jasmine Couture
- Béatrice Picard : Solange Bilodeau

## Fiche technique
- Scénaristes: Réal Bossé, Alexandre Laferrière, Andréanne Théberge, Eugénie Beaudry, Frédéric Lafleur, Louis Courchesne, Marie-Josée Ouellet, Martin Talbot
- Réalisation : Martin Talbot
- Musique : Jean-Olivier Bégin
- Société de production : ComediHa!

## Épisodes
Les épisodes, sans titres, sont numérotés de un à treize.